# 圣叙尔皮斯 (上索恩省)
圣叙尔皮斯（法語：Saint-Sulpice，法語發音：[sɛ̃ sylpis] ⓘ）是法国上索恩省的一个市镇，属于吕尔区。

## 地理
圣叙尔皮斯（47°33'58"N, 6°26'51"E）面积3.53 平方千米，位于法国勃艮第-弗朗什-孔泰大區上索恩省，该省份为法国东部内陆省份，北起顺时针与孚日省、贝尔福地区省、杜省、汝拉省、科多尔省和上马恩省接壤。
与圣叙尔皮斯接壤的市镇（或旧市镇、城区）包括：隆日韦勒、阿耶旺、维莱塞克塞勒。

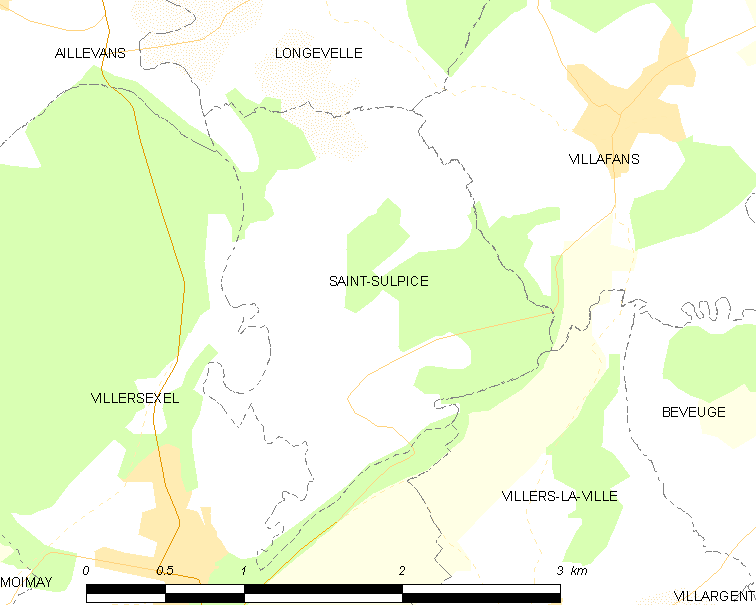
的OSM定位图

圣叙尔皮斯的时区为UTC+01:00、UTC+02:00（夏令时）。

## 行政
圣叙尔皮斯的邮政编码为70110，INSEE市镇编码为70474。

## 政治
圣叙尔皮斯所属的省级选区为维莱塞克塞勒县。

## 人口

1962-2008年间人口变化图示

圣叙尔皮斯于2022年1月1日时的人口数量为119人。